# Пушкаро-Кладбищенская
Пушка́ро-Кладби́щенская (разг. Кладбищенские Пушкари, реже Пушкари и Кузнецы)— слобода, административный центр Кузнецкого сельсовета Лебедянского района Липецкой области.
В 1926 году, согласно данным переписи населения, это была слобода Пушка́рская со 1129 жителями . Позже к названию добавилось слово Кладби́щенская, так как рядом находится 2 кладбища: старое близ церкви Спаса Преображения, северо-восточнее слободы и новое — южнее слободы.
Пушкаро-Кладбищенская расположена в 2 км западнее города Лебедяни. Западнее слободы находятся земли Волотовского сельского поселения и деревня Васильевка.

## Население
| 2010 |
| ---- |
| 350  |